# Bulla Áurea de Sicilia
La Bulla Áurea de Sicilia (en checo: Zlatá bula sicilská, en latín: Bulla Aurea Siciliæ) fue una bula de oro o decreto emitido por Federico II Hohenstaufen emperador del Sacro Imperio Romano Germánico en Basilea el 26 de septiembre de 1212, que confirmaba el título real obtenido por Otakar I de Bohemia en 1198, declarándolo a él y a sus herederos reyes de Bohemia. El reconocimiento real destacaba el estatus excepcional del reino de Bohemia dentro del Sacro Imperio Romano Germánico.
Bratislao II, ancestro de la familia de los Premislidas de Otakar, ya había sido elevado al rango de rey de Bohemia por el emperador Enrique IV en 1085, esa vez en reconocimiento por su apoyo durante la revuelta de Sajonia y la Querella de las Investiduras. Fue coronado en Praga por el arzobispo Egilbert de Trier al año siguiente, aunque al no ser el título hereditario, al fallecer en 1092, su hermano Conrado I lo sucedió solamente como duque de Bohemia. En 1158 Ladislao II de Bohemia, el nieto de Bratislao, nuevamente alcanzó estatus real, al ser designado por el emperador Federico I Barbarroja, a quien había acompañado en su campaña italiana contra Milán, pero fracasó en asegurar la sucesión de su hijo mayor Federico.
En septiembre de 1198 Otokar I, el hermanastro más joven de Federico, se aprovechó de la rivalidad entre Otón IV de la casa de Welf y el duque Felipe de Suabia, de la casa Hohenstaufen, el hijo más joven del emperador Federico I Barbarroja, a quien ambos bandos habían elegido rey de Romanos. Otokar recibió el título real hereditario de manos de Felipe por su apoyo y, maniobrando entre ambos bandos, logró ser reconocido tanto por Otón IV como por el Papa Inocencio III. Después del asesinato de Felipe y de la excomunión papal de Otón IV en 1210, Otokar nuevamente cambió de bando, cuando se reunió con varios príncipes del Sacro Imperio Romano Germánico en 1211 en Núremberg y decidieron eligir a Federico II alium imperatorem ("Otro Emperador"). Federico, que era rey de Sicilia, partió para su coronación en Alemania, llegando a Basilea en septiembre de 1212. Allí firmó la Bulla Áurea que confirmaba el reinado de Otokar I y de sus sucesores en Bohemia.
Según la Bulla Áurea de Sicilia, los reinos de Bohemia y de Moravia eran una parte constituyente autónoma e indivisible del Sacro Imperio. El rey de Bohemia ya no tendría que ser designado por el emperador, y solo debía concurrir a las Dietas imperiales cercanas a la frontera con Bohemia. Si bien súbdito del Sacro Imperio Romano Germánico, el rey de Bohemia sería un Príncipe elector (Kurfürst) destacado del Imperio y proveería a los emperadores subsiguientes con una escolta de 300 caballeros cuando fueran a Roma para ser coronados. Mediante este acto, Federico II también declaró que él y el Imperio solo darían la investidura de Bohemia a aquel gobernante que contara con la aprobación del pueblo del país.
Cuando en 1346 el rey Carlos IV unificó el gobierno sobre Bohemia y Germania en sus manos, estableció las Tierras de la Corona de Bohemia, que permanecieron más allá de la soberanía del Imperio y no se consideraban como Estados Imperiales.
Como parte del 800.° aniversario de la firma del documento, el documento se expuso públicamente en el Archivo Nacional durante cuatro días en septiembre de 2012.